# Деголевич Катерина Михайлівна
Деголевич Катерина Михайлівна (нар. 3 травня 1986) — колишня білоруська тенісистка.
Найвищу одиночну позицію світового рейтингу — 134 місце досягла 6 жовтня 2008, парну — 64 місце — 29 вересня 2008 року.
Здобула 4 одиночні та 1 парний титул.
Найвищим досягненням на турнірах Великого шолома було 2 коло в парному розряді.

## Фінали турнірів WTA

### Парний розряд: 2 (1–1)
| \| Перед 2009 роком \| Починаючи з 2009-го \| \| ----------------------------- \| ----------------------- \| \| Турніри Великого шолома (0/0) \| \| \| Tier I (0/0) \| Premier Mandatory (0/0) \| \| Tier II (0/0) \| Premier 5 (0/0) \| \| Tier III (0/0) \| Premier (0/0) \| \| Tier IV & V (0/0) \| International (1/1) \| |                         |
| Перед 2009 роком | Починаючи з 2009-го     |
| Турніри Великого шолома (0/0) |                         |
| Tier I (0/0) | Premier Mandatory (0/0) |
| Tier II (0/0) | Premier 5 (0/0)         |
| Tier III (0/0) | Premier (0/0)           |
| Tier IV & V (0/0) | International (1/1)     |

| Результат | W–L | Дата     | Турнір                    | Покриття | Партнерка         | Суперниці                        | Рахунок               |
| --------- | --- | -------- | ------------------------- | -------- | ----------------- | -------------------------------- | --------------------- |
| Перемога  | 1–0 | Жов 2007 | Tashkent Open, Узбекистан | Тверде   | Анастасія Якімова | Тетяна Пучек Анастасія Родіонова | 2–6, 6–4, [10–7]      |
| Поразка   | 1–1 | Вер 2009 | Ташкент, Узбекистан       | Тверде   | Віталія Дяченко   | Тетяна Пучек Ольга Говорцова     | 6–2, 6–7(1–7), [10–8] |

## Фінали ITF

### Одиночний розряд (4–9)
| Легенда          |
| ---------------- |
| турніри $100,000 |
| турніри $75,000  |
| турніри $50,000  |
| турніри $25,000  |
| турніри $10,000  |

| Результат | Ранг | Дата            | Турнір                | Покриття   | Суперниця               | Рахунок            |
| --------- | ---- | --------------- | --------------------- | ---------- | ----------------------- | ------------------ |
| Перемога  | 1.   | 5 квітня 2004   | Патри, Греція         | Тверде     | Мартіна Мюллер          | 6–4, 6–4           |
| Перемога  | 2.   | 30 травня 2004  | Олецько, Польща       | Ґрунт      | Ольга Брозда            | 4–6, 7–5, 6–4      |
| Поразка   | 1.   | 15 травня 2005  | Анталія, Туреччина    | Ґрунт      | Моніка Нікулеску        | 2–6, 2–6           |
| Поразка   | 2.   | 25 червня 2005  | Періге, Франція       | Ґрунт      | Віржині Піше            | 3–6, 6–7           |
| Поразка   | 3.   | 29 жовтня 2006  | Подольськ, Росія      | Тверде (i) | Євгенія Гребенюк        | 5–7, 6–7           |
| Поразка   | 4.   | 16 грудня 2006  | Дубай, ОАЕ            | Тверде     | Катерина Бондаренко     | 1–6, 3–6           |
| Перемога  | 3.   | 15 березня 2008 | Нью-Делі, Індія       | Тверде     | Яніна Вікмаєр           | 2–6, 6–3, 6–2      |
| Поразка   | 5.   | 29 березня 2008 | Москва, Росія         | Тверде (i) | Анастасія Павлюченкова  | 0–6, 2–6           |
| Перемога  | 4.   | 6 липня 2008    | Торунь, Польща        | Ґрунт      | Домініка Ноцярова       | 6–3, 2–6, 7–6(9–7) |
| Поразка   | 6.   | 3 серпня 2008   | Дніпро, Україна       | Ґрунт      | Патріція Майр-Ахлайтнер | 3–6, 4–6           |
| Поразка   | 7.   | 8 березня 2009  | Форт-Волтон-Біч, США  | Тверде     | Габріела Пас            | 6–1, 4–6, 5–7      |
| Поразка   | 8.   | 12 липня 2009   | Біарриц, Франція      | Ґрунт      | Юлія Гергес             | 5–7, 0–6           |
| Поразка   | 9.   | 7 серпня 2010   | Нур-Султан, Казахстан | Тверде     | Євгенія Родіна          | 6–4, 1–6, 4–6      |

### Парний розряд (13-11)
| Результат | Ранг | Дата              | Турнір                 | Покриття   | Партнерка                | Суперниці                                            | Рахунок            |
| --------- | ---- | ----------------- | ---------------------- | ---------- | ------------------------ | ---------------------------------------------------- | ------------------ |
| Перемога  | 1.   | 24 травня 2003    | Олецько, Польща        | Ґрунт      | Мішелл Саммерсайд        | Аліція Росольська Моніка Шнейдер                     | 6–2, 1–6, 6–4      |
| Поразка   | 1.   | 27 листопада 2004 | Ополе, Польща          | Килим (i)  | Надія Островська         | Луціє Градецька Ева Грдінова                         | 5–7, 3–6           |
| Перемога  | 2.   | 24 вересня 2005   | Тбілісі, Грузія        | Ґрунт      | Тетяна Капшай            | Кароліна Косіньська Тетяна Уварова                   | 6–0, 7–5           |
| Перемога  | 3.   | 6 листопада 2005  | Мінськ, Білорусь       | Килим (i)  | Дар'я Кустова            | Агнешка Радванська Уршуля Радванська                 | 6–3, 6–3           |
| Поразка   | 2.   | 12 березня 2006   | Мінськ, Білорусь       | Килим (i)  | Тетяна Капшай            | Іма Богуш Дар'я Кустова                              | 6–1, 3–6, 4–6      |
| Перемога  | 4.   | 15 липня 2006     | Торунь, Польща         | Ґрунт      | Андрея Клепач            | Едіна Галловіц-Халл Ленка Тварошкова                 | 7–6(7–5), 6–4      |
| Поразка   | 3.   | 18 серпня 2006    | Ріміні, Італія         | Ґрунт      | Катерина Лопес           | Мервана Югич-Салкич Габріела Хмелінова               | 3–6, 6–1, 2–6      |
| Поразка   | 4.   | 28 жовтня 2006    | Подольськ, Росія       | Тверде (i) | Василіса Давидова        | Анастасія Павлюченкова Євгенія Родіна                | 1–6, 2–6           |
| Поразка   | 5.   | 4 листопада 2006  | Мінськ, Білорусь       | Килим (i)  | Родіна Євгенія Сергіївна | Кустова Дар'я Андріївна Катерина Макарова            | 4–6, 4–6           |
| Поразка   | 6.   | 31 березня 2007   | Москва, Росія          | Тверде (i) | Аріна Родіонова          | Аліса Клейбанова Родіна Євгенія Сергіївна            | 6–7(2–7), 0–6      |
| Перемога  | 5.   | 14 квітня 2007    | Чивітавекк'я, Італія   | Ґрунт      | Марія Коритцева          | Кустова Дар'я Андріївна Макарова Катерина Валеріївна | 7–6(8–6), 5–7, 6–1 |
| Перемога  | 6.   | 8 липня 2007      | Штутгарт, Німеччина    | Ґрунт      | Яніна Вікмаєр            | Дарія Юрак Кармен Клашка                             | 6–3, 6–2           |
| Перемога  | 7.   | 15 липня 2007     | Дармштадт, Німеччина   | Ґрунт      | Моніка Нікулеску         | Гіларі Барт Татьяна Пряхін                           | 6–4, 7–5           |
| Поразка   | 7.   | 21 липня 2007     | Контрексевіль, Франція | Ґрунт      | Ксенія Мілевська         | Рената Ворачова Барбора Стрицова                     | 2–6, 2–6           |
| Перемога  | 8.   | 31 жовтня 2008    | Нант, Франція          | Тверде (i) | Юліана Федак             | Дарія Юрак Маша Зец-Пешкірич                         | 6–3, 6–4           |
| Поразка   | 8.   | 7 березня 2009    | Форт-Волтон-Біч, США   | Тверде     | Катерина Бичкова         | Олександра Панова Тетяна Пучек                       | 2–6, 2–6           |
| Перемога  | 9.   | 28 березня 2009   | Москва, Росія          | Тверде (i) | Віталія Дяченко          | Людмила Кіченок Надія Кіченок                        | 6–1, 6–1           |
| Поразка   | 9.   | 9 жовтня 2009     | Джунія, Ліван          | Ґрунт      | Федак Юліана Леонідівна  | Коритцева Марія Сергіївна Кустова Дар'я Андріївна    | 3–6, 4–6           |
| Поразка   | 10.  | 8 листопада 2009  | Ісманінг, Німеччина    | Килим (i)  | Ева Грдінова             | Елені Даніліду Ясмін Вер                             | 2–6, 6–4, [5–10]   |
| Перемога  | 10.  | 14 травня 2010    | Казерта, Італія        | Ґрунт      | Ірена Павлович           | Ніколе Клеріко Ребекка Маріно                        | 6–3, 6–3           |
| Перемога  | 11.  | 14 серпня 2010    | Казань, Росія          | Тверде     | Леся Цуренко             | Альбіна Хабібуліна Ксенія Палкіна                    | 6–2, 6–3           |
| Поразка   | 11.  | 29 вересня 2012   | Телаві, Джорджія       | Ґрунт      | Оксана Калашникова       | Река Луца Яні Крістіна Шаховец                       | 6–3, 4–6, [6–10]   |
| Перемога  | 12.  | 9 листопада 2012  | Мінськ, Білорусь       | Тверде (i) | Олександра Саснович      | Кіченок Людмила Вікторівна Кіченок Надія Вікторівна  | 1–6, 6–2, [10–3]   |
| Перемога  | 13.  | 28 грудня 2012    | Санкт-Петербург, Росія | Килим (i)  | Олександра Артамонова    | Юлія Калабіна Анастасія Васильєва                    | 6–0, 6–2           |